# Антоніо Мота
Антоніо Хосе Мота Ромеро (ісп. Antonio José Mota Romero, нар. 26 січня 1939, Мехіко, Мексика — пом. 13 вересня 1986) — мексиканський футболіст, воротар.

## Клубна кар'єра
Футболом розпочав займатися у 6-річному віці на позиції воротаря в складі скромної команди з Гвадалахари під назвою «Депортіво Дон Боско». У 1958 році взяв участь у Національних молодіжних іграх, де відіграв декілька вдалих матчів і в усих матчах на турнірі пропустив лише три м'ячі. На вище вказаному турнірі талановитого юного воротаря помітив нападник «Оро» та національної збірної Мексики Хосе Нараханьйо, який запропонував йому приєднатися до «Оро». У мексиканському Прімера Дивізіоні дебютував у сезоні 1959/60 років як гравець «Оро», швидко став основним воротарем команди. Вже в наступному сезоні (1960/61) рахом з командою завоював титул віце-чемпіона Мексики, а в сезоні 1962/63 років виграв свій єдиний титул чемпіона Мексики (для «Оро» це чемпіонство тако так і залишилося єдиним в історії клубу). У 1963 році разом з командою тріумфував в іншому турнірі, Чемпіоні чемпіонів (суперкубок Мексики). Загалом у клубі провів 6 років, вважається легендою команди та найкращим воротарем в історії клубу.
Влітку 1964 року перейшов у «Некаксу» з Мехіко. У новій команді також завоював місце основного воротаря, єдиним успішним проміжком часу для Антоніо за період виступів у «Некаксі» став сезон 1965/66 років; саме тоді Антоніо допоміг команді виграти кубок Мексики та свій другий суперкубок країни. Виступав за «Некаксу» протягом семи сезонів, у 1971 році в зв'язку зі зміною власника клубу та його перейменування в «Атлетіко Еспаньйол», змушений був залишити команду. Згодом його відхід з «Некакси» став предметом судового позову проти клубу; зрештою, суд вирішив погодитися з позицією Моти. Не маючи можливості знайти собі іншу команду, у віці 32 років вирішив закінчити професіональну кар’єру. Згодом працював спортивним коментатором та дитячим тренером. 

## Кар'єра в збірній
У національній збірній Мексики дебютував під керівництвом Ігнасіо Трельєса, 19 квітня 1961 року в переможному (261) товариському матчі проти Нідерландів. У 1962 році викликаний для поїздки на чемпіонат світу в Чилі, де не зіграв у жодному з трьох матчів, залишившись дублером Антоніо Карбахаля. На вище вказаному турнірі його команда зазнала двох поразок та здобула одну перемогу, вилетівши за підсумками групового етапу. У 1963 році взяв участь у чемпіонаті КОНКАКАФ, під час якого був основним воротарем національної збірної три провів усі три матчі, але мексиканці не змогли дійти до фінальної стадії. У 1970 році потрапив до списку гравців, огошеного Раулем Карденасом, які повинні були взяти участь у чемпіонаті світу в Мексиці. На вище вказаному турнірі не зіграв жодного матчу, залишався дублером Ігнасіо Кальдерона. Господарі турніру, збірна Мексики, вперше у власній історії вийшла з групи (посіла друге місце), але припинила виступи вже в 1/4 фіналу. Загалом у футболці національної команди зіграв 15 матчів.

## Досягнення
«Оро»
- Прімера Дивізіон Мексики
  -  Чемпіон (1): 1962/63
  -  Срібний призер (1): 1960/61

- Чемпіон чемпіонів
  -  Володар (1): 1963

«Некакса»
- Кубок Мексики
  -  Володар (1): 1965/66

- Чемпіон чемпіонів
  -  Володар (1): 1966